# Croton xiaopadou
Espèce
Croton xiaopadou est une espèce de plantes à fleurs du genre Croton et de la famille des Euphorbiaceae, présente en Chine (Guangdong, Guangxi, Hunan).
Il a pour synonyme :
- Croton tiglium var. xiaopadou, Y.T.Chang & S.Z.Huang